# 2008 par pays en Afrique
Les évènements de l'année 2008 en Afrique. 

## Continent africain
- Vendredi 4 janvier : l'édition 2008 du Rallye Dakar est annulée par suite des troubles islamistes en Mauritanie mettant en jeu la sécurité de la course. Désormais le course pourrait avoir lieu en Argentine et au Chili. Les détracteurs de la course font valoir que depuis 1979, trente-deux concurrents, sept journalistes, neuf enfants africains et un nombre indéterminés de spectateurs adultes (une quarantaine selon certaines estimations) ont été tués dans le cadre de cette course.
- Dimanche 3 février : séisme important dans la région des Grands Lacs, aux Congo-Kinshasa, Rwanda et Burundi, faisant près de 40 morts et plus de 350 blessés.
- Vendredi 15 février : le Président George W. Bush entame une série de visites officielles de six jours qui l'amèneront, au Bénin, au Liberia, en Tanzanie, au Rwanda, au Ghana et au Liberia. Il met l'accent sur l'aide au développement et la lutte contre les pandémies.
- Jeudi 27 mars : la France et la Grande-Bretagne s'engagent dans l'ambitieux projet de scolariser en école primaire seize millions d'enfants d'ici 2010 et les trente trois millions enfants du continent d'ici 2015, dans le cadre d'un partenariat avec la Fifa et les instances professionnelles du football des deux pays.
- Vendredi 25 avril : le secrétaire général de l'ONU Ban Ki-moon lance un ambitieux programme visant à mettre fin en moins de 1 000 jours à l'hécatombe causée par le paludisme en Afrique subsaharienne, où en moyenne près de 3 000 enfants de moins de cinq ans décèdent chaque jour.
- Mercredi 30 avril : Les chefs d'État de la Communauté économique des États de l'Afrique de l'Ouest (CEDEAO) qui regroupe seize pays  ont décidé de construire une centrale nucléaire civile dont ils se partageront l'électricité produite, avec comme atout le Niger qui est un important producteur d'Uranium. Ils vont demander la collaboration de la France.
- Dimanche 4 mai : le président sénégalais Abdoulaye Wade réclame la suppression de la FAO qu'il qualifie de « gouffre financier », estimant que les budgets sont dépensés en « frais de fonctionnement » et très peu « pour des opérations efficaces sur le terrain ». Le président s'en est déjà pris à d'autres institutions internationales auxquelles il reproche de servir surtout à entretenir de hauts fonctionnaires. Dans le cas de la FAO, l'audit publié le 18 octobre dernier avait dressé un état des lieux accablant.
- Mercredi 7 mai : publication du rapport annuel de la Banque africaine de développement qui souligne l'urgence d'agir face à la flambée des prix alimentaires, indiquant que 135 millions d'Africains sont concernés par cette urgence. Le prix moyen du riz est passé en trois mois de 373 à 760 dollars la tonne.
- Mardi 13 mai : publication d'un rapport de l'OCDE qui estime que la croissance économique du continent africain devrait se situer autour de 6 % en 2008 et 2009, avec cependant deux menaces : l'inflation qui augmente et l'incertitude liée à l'économie américaine.
- Jeudi 22 mai : ouverture de la 13e Conférence intergouvernementale de la Méditerranée occidentale (CIMO) à Nouakchott, qui réunit cinq pays africains (Algérie, Libye, Maroc, Mauritanie et Tunisie) et cinq pays européens (Espagne, France, Italie, Malte et Portugal). Parmi les thèmes abordés 
  - la lutte contre l'organisation Al-Qaida au Maghreb islamique ;
  - l'existence de camps d'entraînement dans le Sahara accueillant de jeunes djihadistes venant d'Europe ;
  - la porosité générale des frontières ;
  - les filières de la cocaïne qui empruntent les convois du haschisch africains.
- Vendredi 30 mai : lors de la Conférence internationale de Tokyo sur le développement de l'Afrique (TICAD), le Japon et les pays africains, estimant que la stabilité récente du continent africain lui ouvrait « des perspectives sans précédent » de croissance, se sont engagés à développer la production agricole de l'Afrique car elle était « cruciale pour la sécurité alimentaire, la réduction de la pauvreté et la croissance économique ». Un plan d'action de cinq ans a été adopté en vue d'augmenter la productivité agricole de 6 % en rythme annuel. Les pays africains se sont engagés à « allouer au minimum 10 % de leurs ressources budgétaires nationales à l'agriculture ».
- Dimanche 1er juin : des représentants du Conseil de sécurité de l'ONU commencent une tournée de neuf jours dans six pays africains pour tenter de mesurer l'impact des efforts de l'ONU sur les crises les plus aiguës : Kenya (1er juin), Djibouti (2 juin), Soudan (3, 4 et 5 juin), Tchad (6 juin), République démocratique du Congo (7 et 8 juin) et Côte d'Ivoire (9 juin).
- Jeudi 26 juin 2008 : selon le rapport de l'ONU sur la drogue, la demande en cocaïne de l'Europe alimente le trafic en Afrique de l'Ouest. 6 458 kg ont été saisies en 2007 contre 3 161 en 2006 et 1 323 en 2005. Parmi les pays les plus impliqués, le Sénégal (2 450 kg), la Mauritanie (1 460 kg) et la Guinée-Bissau (635 kg)
- Mardi 30 septembre 2008 : mise en fonction du United States Africa Command.
- Vendredi 31 octobre 2008 : le musée Dapper à Paris réunit jusqu'au 12 juillet, cent cinquante statues anciennes d'Afrique, issues de dizaines d'endroits différents du continent, et célébrant l'épouse, la mère, la reine et la déesse.
- Vendredi 21 novembre 2008 : réunion de l'Union africaine à Addis-Abeba (Éthiopie).
- Vendredi 12 décembre 2008 : démarrage du premier magazine sur Internet consacré au sport africain, myshootsport.com qui espère séduire tous ceux qui s'intéressent au sport africain. Il présente dans quatre langues (français, anglais, portugais, espagnol) à la fois des résultats de nombreuses compétitions disputées en Afrique et des magazines sur les stars, avec textes, photos et vidéo.
- Lundi 15 décembre 2008 : la FAO à l'ouverture d'une conférence ministérielle sur l'eau, l'agriculture et l'énergie en Afrique, estime que l'Afrique a besoin de 65 milliards de dollars d'investissements sur 20 ans pour s'assurer « la maîtrise de l'eau », dans l'optique de son développement agricole et énergétique. Ce programme pour « une révolution bleue » a pour objectif « la maîtrise de l'eau au niveau des villages, des périmètres irrigués et des grands bassins fluviaux, tant pour l'agriculture que pour la production hydroélectrique »[1].

## Algérie
Voir 2008 en Algérie

## Bénin
- Mercredi 14 mai : mort à Paris du cardinal Bernardin Gantin (86 ans). Il fut en 1960 le premier archevêque noir de toute l'Afrique.

## Burundi
- Samedi 22 novembre 2008 : le parlement adopte le nouveau code pénal prévoyant notamment l'abolition de la peine de mort.
- Mardi 30 décembre 2008 : selon Kassim Kazungu, président de l'Association des albinos du Burundi, dans la nuit de lundi à mardi, dans la province de Cankuzo, un garçon albinos de huit ans a été tué avant d'être amputé de ses membres, par trois hommes qui avaient attaqué le domicile de sa famille à coups de machette. Ce nouveau crime porte à six le nombre d'albinos tués alors qu'un septième est porté disparu ces quatre derniers mois dans le pays. Ce drame survient dans un contexte de recrudescence de crimes rituels à l'encontre des albinos, leurs membres ou leurs organes étant notamment utilisés par des sorciers en Tanzanie, pays voisin du Burundi, pour confectionner des grigris porte-bonheur à l'attention des chercheurs d'or. Poursuivis par la population, les trois assassins ont été capturés, l'un d'eux a été tué et les deux autres remis à la police. 80 albinos vivent au Burundi mais pour leur sécurité ils sont aujourd'hui obligés de vivre regroupés[2].

## Comores
- Mardi 25 avril 2008 : l'armée nationale de développement avec l'aide des forces de l'Union africaine intervient à Anjouan contre Mohamed Bacar.

## Djibouti
- Samedi 5 janvier 2008 : élections législatives djiboutiennes de 2008.
- Mardi 10 juin 2008 : combats sanglants dans la zone neutre de l'île de Doumeira où les forces armées djiboutiennes repoussent une colonne de soldats de l'Érythrée. Le Conseil de sécurité de l'ONU exige un repli des troupes de chaque côté du territoire disputé. Le contrôle du promontoire permet le contrôle du détroit de Bab al-Mandib une très importante voie maritime entre la mer Rouge et le golfe d'Aden.

## Égypte
Voir 2008 en Égypte

## Guinée équatoriale
- Dimanche 29 mars 2008 : le gouvernement lance un mandat d'arrêt international contre Mark Thatcher (le fils de Margaret Thatcher). Il est accusé d'être l'un des instigateurs avec Simon Mann du coup d'État avorté de 2004 à Malabo, la capitale.
- Mercredi 19 novembre 2008 : selon le rapporteur spécial de l'ONU, la « torture est systématiquement pratiquée » dans le pays dirigé d'une main de fer depuis 1979 par le président Teodoro Obiang Nguema Mbasogo, afin d'arracher aux victimes « des aveux ou informations, parfois aussi pour les intimider, punir ou leur extorquer de l'argent ».

## Liberia
- Lundi 29 décembre 2008 : le parquet de Miami (Floride) demande que Chuckie Taylor (31 ans, Charles McArthur Emmanuel), fils de l'ancien président du Liberia Charles Taylor et reconnu coupable en octobre d'actes de torture et d'autres abus remontant à l'époque où il dirigeait une force paramilitaire dans le gouvernement de son père, soit condamné à 147 ans de prison.

## Libye
Voir 2008 en Libye

## Madagascar
- Lundi 15 décembre 2008 : le gouvernement ordonne la fermeture de la chaîne de télévision privée Viva, propriété d'Andry Rajoelina, maire de la capitale. Les autorités lui reprochent la diffusion d'une déclaration enregistrée en France de l'ex-président, très critique à l'égard du pouvoir actuel, publiée pourtant par des journaux malgaches les jours précédents.

## Mali
Voir: 2008 au Mali

## Maroc
Voir 2008 au Maroc

## Mauritanie
- Avril 2008 : selon un haut responsable du Programme alimentaire mondial, le pays qui importe 70 % de ses denrées alimentaires devrait connaître au moment de la soudure, entre mai et juillet, une grave crise alimentaire. Les aides d'urgences sont estimées à 6 millions de dollars.
- Lundi 7 avril 2008 : Lors d'une perquisition menée dans l'enquête sur des membres présumés d'Al-Qaida au Maghreb, la police découvre un laboratoire de fabrication d'explosifs.
- Mercredi 30 avril 2008 : deux dangereux djihadistes proches d'Al-Qaïda ont été arrêtés à Nouakchott. Le premier est al-Khadim Ould Essemman, principal suspect dans la attentat contre l'ambassade israélienne du 1er février dernier. Le deuxième est Sidi Ould Sidna, chef présumé du groupe qui a assassiné quatre touristes français le 24 décembre ; arrêté une première fois, il s'était évadé du Palais de justice en mars.
- Jeudi 22 mai 2008 : ouverture de la 13e Conférence intergouvernementale de la Méditerranée occidentale (CIMO) à Nouakchott, qui réunit cinq pays africains (Algérie, Libye, Maroc, Mauritanie et Tunisie) et cinq pays européens (Espagne, France, Italie, Malte et Portugal).
- 6 août 2008 : Une junte militaire conduite par Mohamed Ould Abdel Aziz renverse le président Sidi Ould Abdallahi.
- Samedi 15 novembre 2008 : libération conditionnelle pour l'ex-président Sidi Ould Abdallahi renversé par le coup d'État du 6 août dernier. Il doit demeurer en résidence surveillée à Lemden, son village natal à 250 km de la capitale. L'impasse politique et constitutionnelle demeure[3].
- Samedi 7 décembre 2008 : l'émissaire de l'Union africaine Mahamat Saleh Annadif arrive à Nouakchott. Samedi, il rencontre le général Mohamed Ould Abdel Aziz, au pouvoir depuis le putsch. Dimanche, il rencontre le président déchu Sidi Ould Abdallahi à Lemden (250 km de Nouakchott) où il est maintenu en résidence surveillée, puis il rencontre des membres de la société civile et le « chef de l'opposition démocratique », Ahmed Ould Daddah, du Rassemblement des forces démocratiques (RFD).
- Jeudi 11 décembre 2008 : le président de l'organisation mauritanienne SOS-esclaves, Boubacar Ould Messaoud (63 ans), est déclaré par le département d'État américain « héros de la lutte contre l'esclavage et la traite des personnes des temps modernes » pour avoir été le promoteur de la loi criminalisant pour la première fois l'esclavage, adoptée en août 2007 par la Mauritanie, sous le régime du président Sidi Ould Cheikh Abdallahi, élu en mars 2007 et renversé il y a quatre mois par un coup d'État militaire.
- Samedi 20 décembre 2008 : le président mauritanien Sidi Ould Cheikh Abdallahi, renversé par un putsch en août, répond « catégoriquement non » à la « concertation » promise par le général au pouvoir : « Quand on me dit "Acceptez donc de participer, le 27 décembre, aux journées de concertation" organisées par la junte, je dis catégoriquement non ! Répondre oui, ce serait légitimer le coup d'État et s'incliner devant le fait accompli ».
- Dimanche 21 décembre 2008 : l'ex-président Sidi Ould Abdallahi est libéré par la junte militaire et ramené à son domicile à Nouakchott. Cette libération exigée par la communauté internationale vise à préparer le terrain aux discussions pour la réconciliation nationale qui doivent commencer le 27 décembre.

## Namibie
- Avril 2008 : des géologues de la société diamantifère Namdeb ont découvert sur la côte sud du pays, une épave d'un bateau d'environ 500 ans renfermant des centaines de pièces d'or espagnoles et portugaises, des canons en bronze, plusieurs tonnes de cuivre et 50 défenses d'éléphants.

## Sahara occidental
- Dimanche 23 novembre 2008 : vingt huit immigrés clandestins subsahariens en provenance de Mauritanie sont arrêtés dans la région d'El Ayoun par les autorités marocaines alors qu'ils s'apprêtaient à rejoindre l'archipel espagnol des Canaries à bord d'une embarcation de fortune.

## Tanzanie
- 7 avril : l'organisation GAVI Alliance annonce avoir réuni 4 milliards de dollars pour assurer pendant les dix prochaines années une campagne de vaccination (diphtérie, tétanos, polio, rougeole, coqueluche, hépatite B) de tous les enfants du pays., en passant d'une couverture vaccinale de 93 à 100 %.

## Togo
- Jeudi 20 novembre 2008 : le président Faure Gnassingbé est en visite officielle en France.